# Rutherfordium
Le rutherfordium est l'élément chimique de numéro atomique 104, de symbole Rf.

## Historique
En 1964 une équipe de l'Institut unifié de recherches nucléaires (JINR) de Doubna indiqua avoir réalisé pour la première fois la synthèse de l'élément 104. Les chercheurs soviétiques avaient utilisé pour la synthèse une cible de plutonium bombardée par un faisceau d'ions de néon 22 accélérés par un accélérateur linéaire d'une énergie de 113-115 MeV. Ils annoncèrent qu'ils avaient détecté une fission nucléaire en observant au microscope un verre spécial, ce qui indiquait pour eux la présence d'un nouvel élément.
En 1969 des chercheurs de l'université de Californie à Berkeley, synthétisèrent cet élément en soumettant du californium-249 et du carbone-12 à d'intenses collisions. Le groupe de l'Université de Californie annonça aussi qu'il ne pouvait reproduire les résultats des scientifiques soviétiques.
Il résulta de ces expériences une controverse sur le nom à donner à cet élément. Les Soviétiques clamèrent qu'ils l'avaient détecté en premier à Doubna et demandèrent à ce qu'il soit nommé dubnium (Db) ou kurchatovium (francisé en kourchatovium ou plus correctement kourtchatovium, Ku) en l'honneur de Igor Vassilievitch Kourtchatov, ancien directeur de la recherche nucléaire soviétique. Les Américains de leur côté proposaient pour le nouvel élément le nom de rutherfordium (Rf), en l'honneur d'Ernest Rutherford.
L'UICPA adopta provisoirement le nom d'unnilquadium (symbole Unq), et ce n'est qu'en 1997 qu'un compromis fut enfin réalisé : le nom rutherfordium fut adopté et c'est l'élément 105 qui fut nommé dubnium.

## Isotopes
15 radioisotopes sont connus, de 253Rf à 268Rf (dont 2 non confirmés, 266Rf et 268Rf) ainsi que quatre isomères.